# Casa Matriz del Banco Popular Argentino
La Casa Matriz del Banco Popular Argentino es un notable edificio de la city financiera del barrio de San Nicolás, ciudad de Buenos Aires, Argentina. Se encuentra en la esquina nordeste de las calles Florida y Tte. Gral. Juan D. Perón, y se distingue a la distancia por su llamativa cúpula.
Actualmente las dependencias del banco son ocupadas por una sucursal del HSBC.

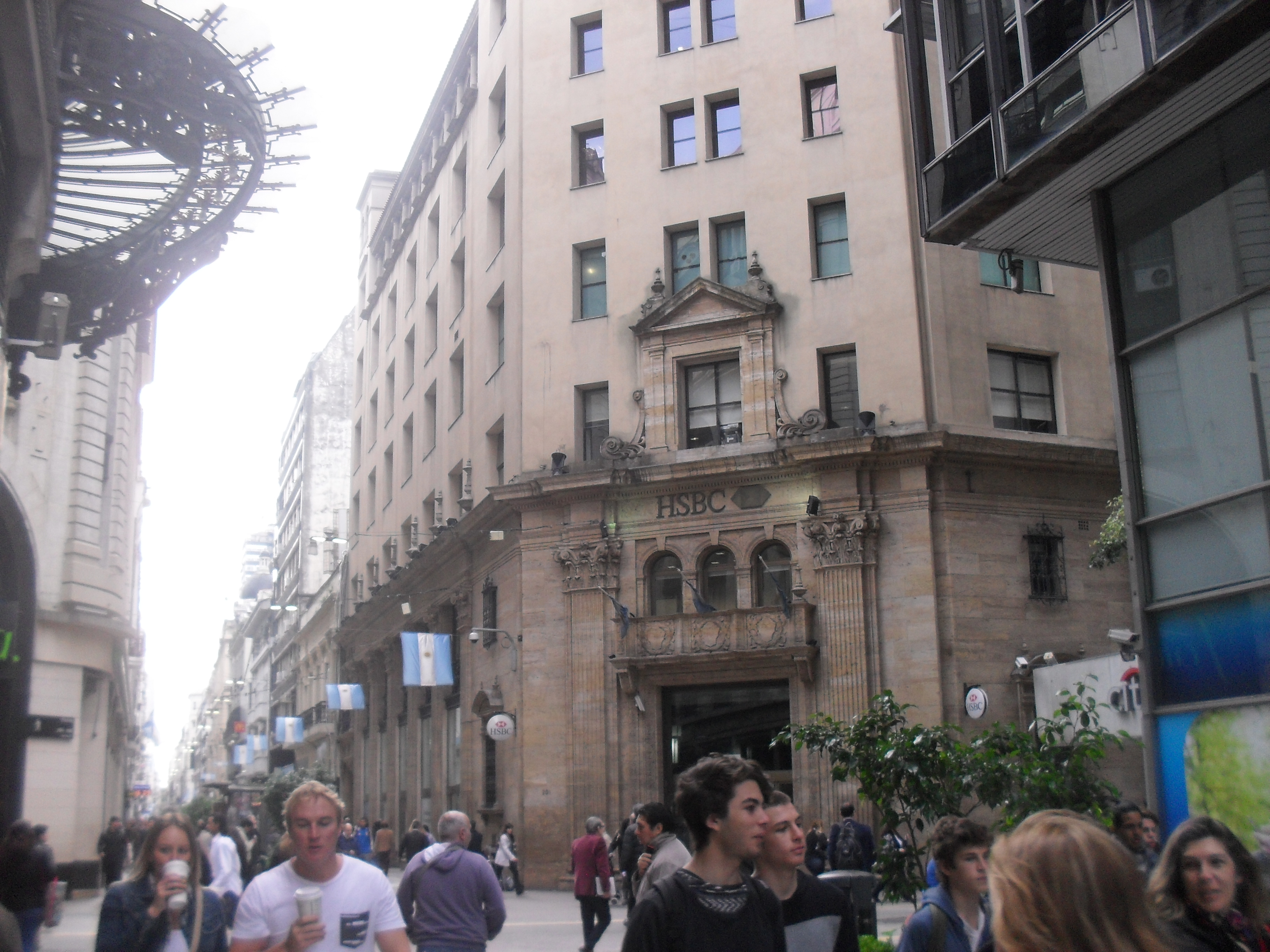
Casa Matriz del Banco Popular Argentino 2016

## Historia
El Banco Popular Argentino fue fundado en 1887, y su sede original se encontraba en la calle San Martín. Luego de pasar por distintos edificios, en 1925 las autoridades del banco llamaron a un concurso de proyectos para levantar la casa matriz de la entidad, considerando la importancia y dimensiones que ésta había adquirido.
El directorio, formado por Américo Alivetti, Horacio Ferrari y Justo Sáenz, asesorados por el ingeniero Pedro Vinnent, designaron como miembros del jurado a los señores José Molinari, Justo Sáenz y Horacio Ferrari, a los ingenieros Pedro Vinnent y Carlos Agote y al arquitecto Alejandro Christophersen.

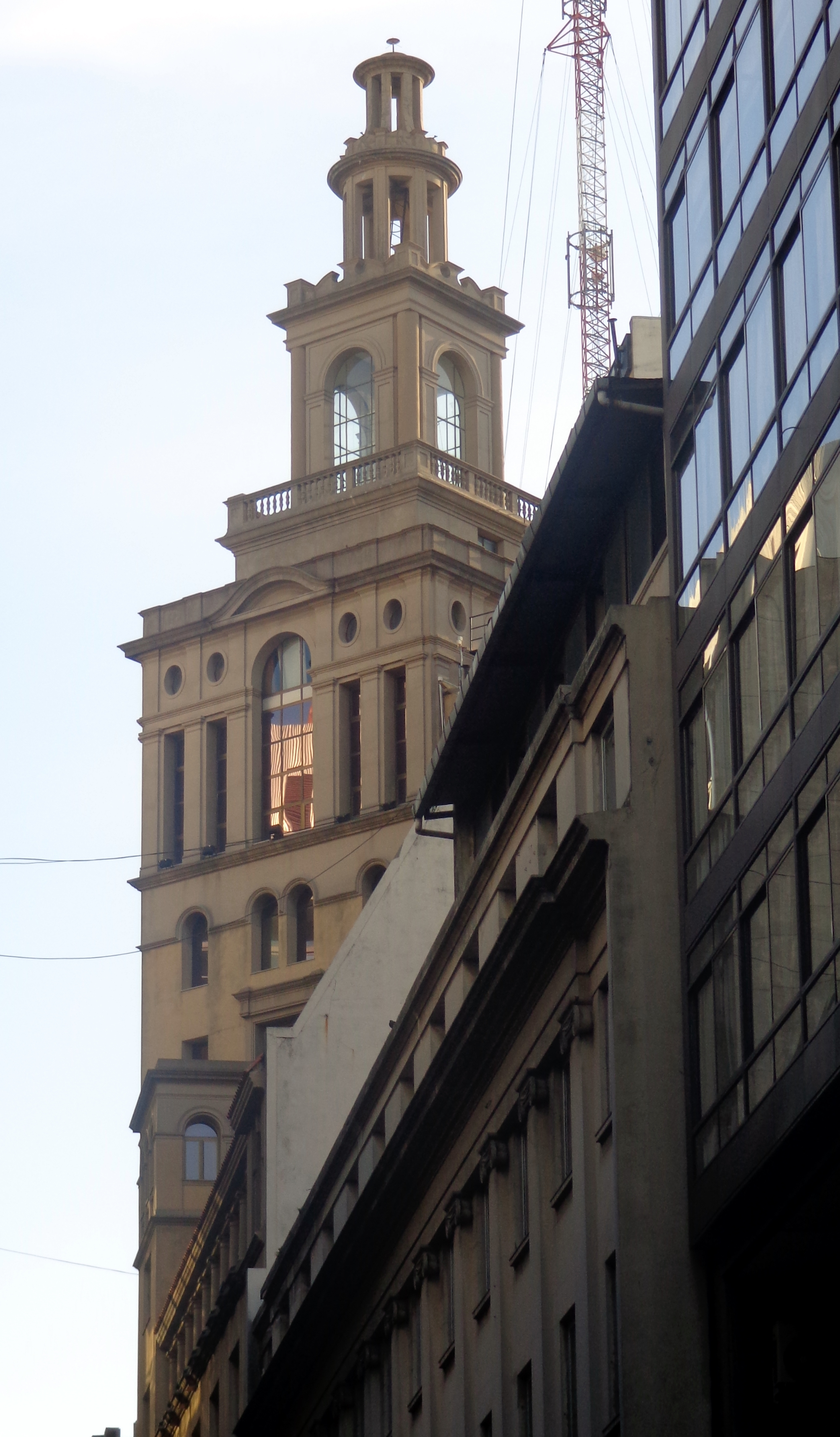
Vista de la torre.

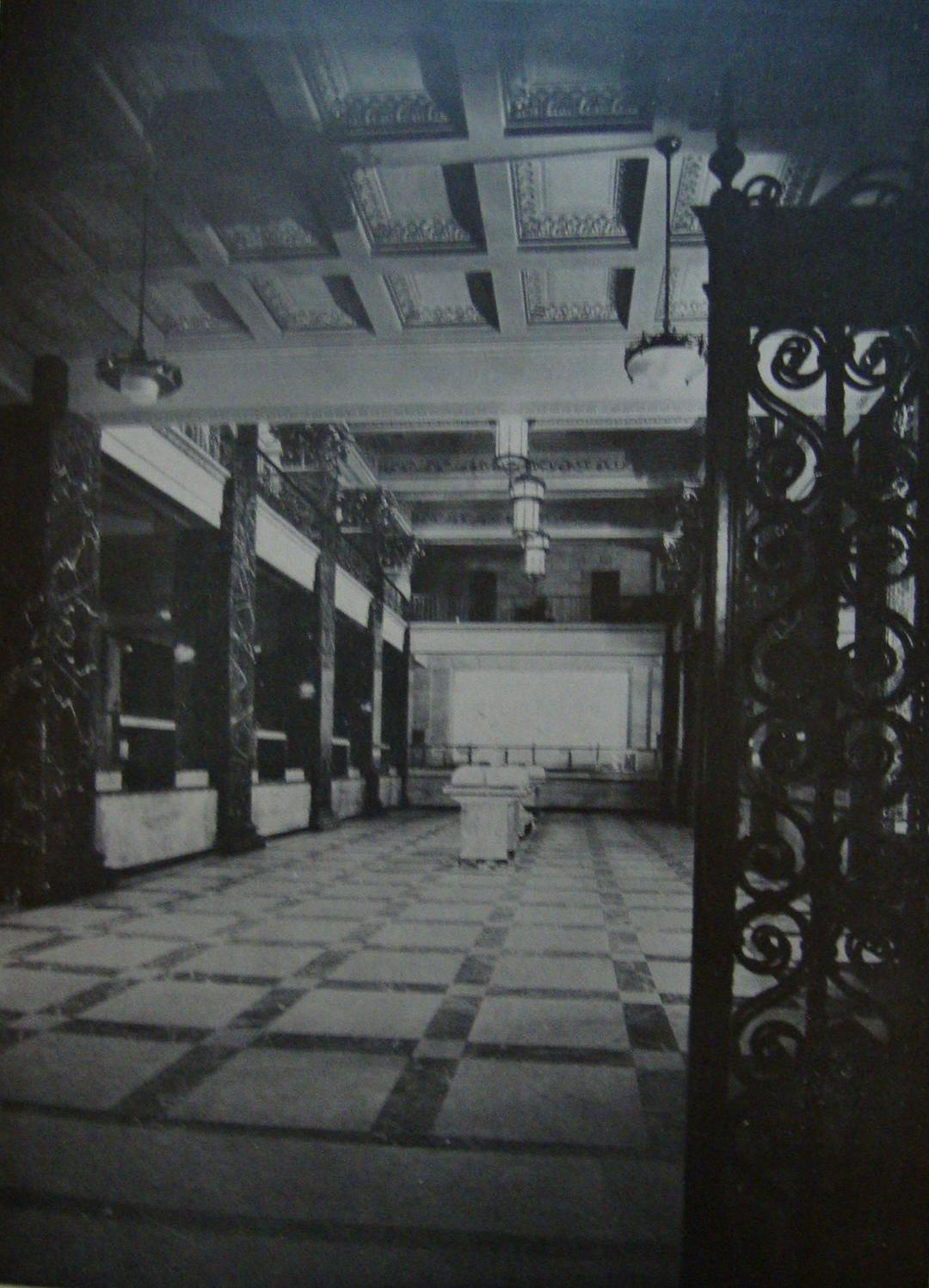
Parte del hall (1931).

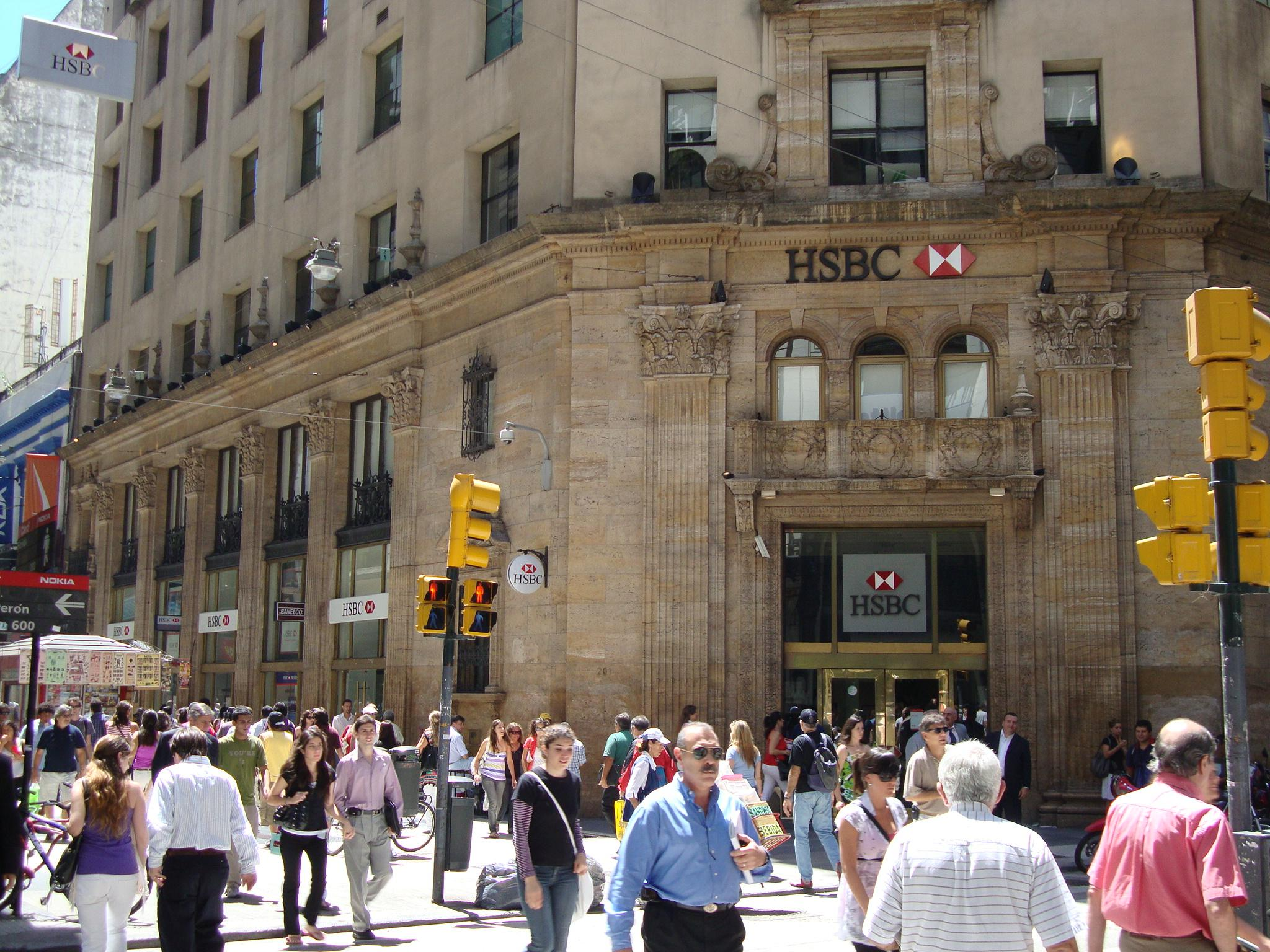
Basamento del edificio y pórtico.

Los puntos a seguir por los proyectos presentados fueron los siguientes: armonizar el edificio con el ámbito de la calle Florida, concebir una arquitectura atrayente y digna sin caer en la frialdad de los clásicos bancos de la época, agregar locales comerciales en la planta baja que puedan ser absorbidos por la entidad, no proyectar una cúpula sino una torre de líneas tranquilas que se pudiera apreciar a pesar de lo angosto de la calle, utilizar elementos del estilo español que puedan servir como bases para una futura arquitectura sudamericana y ornamentar solo algunos sectores de la fachada (base y coronamiento), dando una imagen tranquila.
Se presentaron al concurso 40 proyectos, y los premiados fueron los hermanos Antonio Ubaldo (ingeniero civil) y Carlos (arquitecto) Vilar. El segundo premio fue para el arquitecto Eduardo Le Monnier y el tercero para los arquitectos Squirru y Croce Mujica. Los hermanos Vilar eran jóvenes aún desconocidos, pero poseía lazos con importantes empresas constructoras, como la alemana GEOPE, que estuvo a cargo de la construcción de su proyecto.
En 1968 quedó inaugurado el Anexo Casa Central, en la esquina sudeste del mismo cruce de calles. El proyecto estuvo a cargo del arquitecto Mario Roberto Álvarez y el ingeniero Roberto Migliaro, y consiste en una torre moderna de poca altura, vidriada. Actualmente es una sucursal del Citibank.
En 1996 el Banco Popular Argentino fue comprado por el Banco Roberts, que un año después fue absorbido por el HSBC.

## Descripción
Siguiendo los lineamientos planteados por el concurso, los Vilar dotaron a la casa matriz del Banco Popular de un estilo neorrenacentista español ( o neoplateresco) en la ornamentación del basamento y el remate, con un desarrollo racionalista. Mientras muchos detalles decorativos del remate fueron tomados del Palacio de Monterrey de Salamanca, la torre en la ochava es un homenaje a La Giralda de Sevilla. El revestimiento de la base del edificio hasta el primer piso fue labrado en piedra travertina, y el patio interno se recubrió con mayólicas.
El edificio cuenta con 2 subsuelos, planta baja y 10 pisos altos. El Banco Popular se destinó a sí mismo los subsuelos, la planta baja y el 1.º piso, y destinó los 9 restantes a 270 oficinas de renta (alquiler). En la azotea se instaló una confitería con terraza y locales cubiertos sobre el cuerpo de la torre, y sobre la calle Florida se ubicaron 4 locales comerciales en la planta baja con subsuelos y dependencias particulares, y con una conexión al hall del banco. 
El banco se reservó los dos subsuelos, que destinó a su Tesoro. En el 1.º subsuelo se ubicaron las cajas de seguridad, con una entrada especial sobre la calle Florida, y salas de conferencias dispuestas para sus locatarios. En la planta baja se emplazó el gran hall principal del banco, con un gran cielorraso trabajado, y la Gerencia. En el 1.º piso el banco ubicó al Directorio, la Presidencia, la Vicepresidencia y las Secretarías, el archivo y la central telefónica.
Se instalaron 7 ascensores marca Otis para los pisos de oficinas. Cada unidad contó con placards y bibliotecas embutidas en las paredes, relojes eléctricos, calefacción central, ventilación mecánica y extractores de aire, limpieza al vació e incineradores, teléfonos internos y un correo automático en cada piso. A partir del piso 6.º, el frente del edificio comienza su remate, escalonado.